# Stavba člunu
Stavba člunu, obraz jehož autorem je anglický malíř John Constable (11. června 1776, East Bergholt – 31. března 1837, Londýn) vznikl v roce 1821. Constable je prvním umělcem, který své přírodní dojmy proměňoval v náčrty bezprostředně tváří v tvář námětu. Vždy usiloval o co nejvěrnější zachycení přírody, její vegetace a snaží se o ztvárnění oblohy v nejrůznějších klimatických podmínkách. Na obraze Stavba člunu zabírá obloha celou horní třetinu plátna. V případě zobrazení suchého doku u Flatfordu pro skutečnou autentičnost jde ještě o krok dále, neboť přímo na místě zhotovuje malbu malého formátu. Jedná se o jedinou Constablovu malbu, která vznikla pod širým nebem. Constablova tvorba je přínosem pro krajinomalbu, zejména pro barbizonskou školu a později i pro impresionisty.